# 15415 Rika
15415 Rika este un asteroid din centura principală de asteroizi.

## Descriere
15415 Rika este un asteroid din centura principală de asteroizi. A fost descoperit pe 4 februarie 1998 la Kuma Kogen de Akimasa Nakamura. El prezintă o orbită caracterizată de o semiaxă mare de 2,20 ua, o excentricitate de 0,23 și o înclinație de 7,5° în raport cu ecliptica.